# Quartet (album, Herbie Hancock)
Quartet je studijski album ameriškega jazzovskega pianista Herbieja Hancocka in kvarteta, ki je izšel januarja 1983. Album je izšel na Japonskem pri založbi CBS/Sony, kasneje pa je izšel še v ZDA pri založbi Columbia Records.

## Pregled
Brez Waynea Shorterja, ki je v tistem času igral s skupino Weather Report in imel solo projekte, in Freddieja Hubbarda, so se skupaj zbrali Herbie Hancock, Ron Carter in Tony Williams, pridružil pa se jim je še mladi Wynton Marsalis. Album je bil posnet med njihovo japonsko turnejo.
Nekatere skladbe izvirajo iz obdobja Miles David Quinteta 1965-68, ena pa je iz Hancockovega repertoarja. Prvi dve skladbi z albuma, »Well You Needn't« in »'Round Midnight«, sta jazz standarda Theloniusa Monka, zadnja skladba, »I Fall In Love Too Easily« pa je nastala iz istoimenske pesmi Julea Stynea in Sammyja Cahna.

## Sprejem
The Penguin Guide to Jazz je komentiral, da Hancockov standard igranja ni bil tako dober kot prej v njegovi karieri, vendar zaključil, da Marsalis izvaja svoje sole z razigrano aroganco, ostala člana ritem sekcije pa sta v super formi. Richard S. Ginell je v recenziji za portal AllMusic pohvalil Marsalisov prispevek in zapisal: »To je ekstremno simboličen album. Herbie Hancock in V.S.O.P. ritem sekcija prenaša baklo obuditve akustičnega jazza 80. let mlajši generaciji, ki jo je personaliziral takrat 19-letni Wynton Marsalis.«

## Seznam skladb
| Št. | Naslov                      | Pisec                                  | Dolžina |
| --- | --------------------------- | -------------------------------------- | ------- |
| 1.  | „Well You Needn't‟          | Thelonius Monk                         | 6:29    |
| 2.  | „'Round Midnight‟           | Bernie Hanighen, Cootie Williams, Monk | 6:41    |
| 3.  | „Clear Ways‟                | Tony Williams                          | 5:00    |
| 4.  | „A Quick Sketch‟            | Ron Carter                             | 16:27   |
| 5.  | „The Eye of the Hurricane‟  | Herbie Hancock                         | 8:05    |
| 6.  | „Parade‟                    | Carter                                 | 7:58    |
| 7.  | „The Sorcerer‟              | Hancock                                | 7:19    |
| 8.  | „Pee Wee‟                   | T. Williams                            | 4:34    |
| 9.  | „I Fall in Love Too Easily‟ | Jule Styne, Sammy Cahn                 | 5:52    |

## Osebje

### Glasbeniki
- Herbie Hancock – klavir
- Wynton Marsalis – trobenta
- Ron Carter – bas
- Tony Williams – bobni

### Produkcija
- Producent: David Rubinson and Friends, Inc., Herbie Hancock
- Inženiring: Tomoo Suzuki